# Apokalyptische Reiter

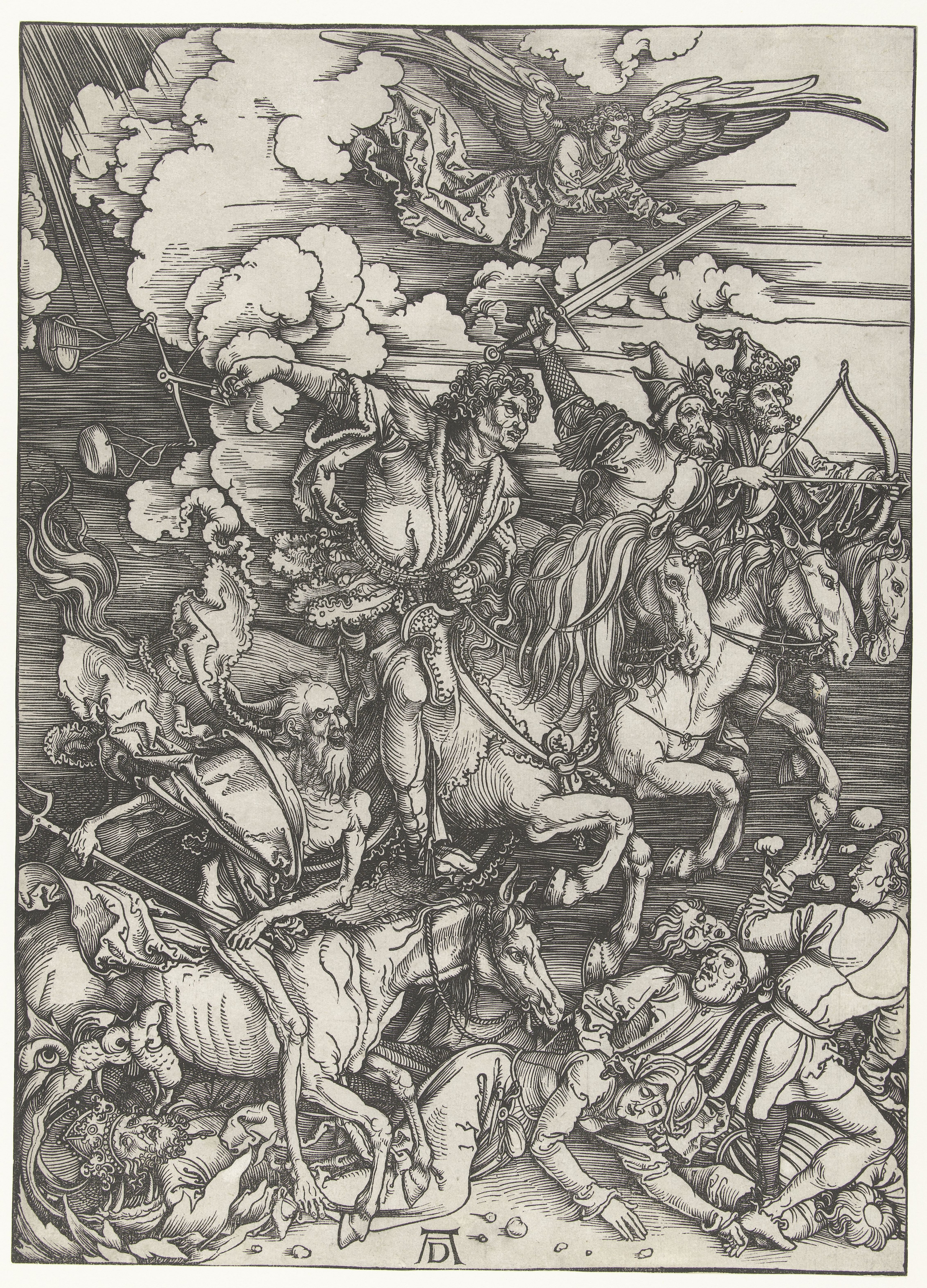
Die apokalyptischen Reiter (Holzschnitt von Albrecht Dürer)

Die Bibel erwähnt die vier apokalyptischen Reiter im 6. Kapitel der Offenbarung des Johannes als Boten der nahenden Apokalypse, des Jüngsten Gerichts, eines der vier letzten Dinge.
In einer Vision des himmlischen Thronsaals (Offb 4–5 ) wird Johannes ein Buch mit sieben Siegeln gezeigt, das zu öffnen weder ein Mensch noch ein Engel, sondern nur das Lamm Gottes für würdig erachtet wird. Der Ausdruck Lamm (ἀρνίον) bezeichnet in der Offenbarung Jesus Christus. In Offb 6 beginnt das Lamm mit der Öffnung der Siegel. Beim Öffnen der ersten vier Siegel erscheint jeweils auf den Ruf „Komm!“ ein Reiter und sucht die Menschheit mit seinen Geißeln heim.

## Offenbarung des Johannes
Text der Einheitsübersetzung:

„Dann sah ich: Das Lamm öffnete das erste der sieben Siegel; und ich hörte das erste der vier Lebewesen wie mit Donnerstimme rufen: Komm! Da sah ich und siehe, ein weißes Pferd; und der auf ihm saß, hatte einen Bogen. Ein Kranz wurde ihm gegeben und als Sieger zog er aus, um zu siegen. Als das Lamm das zweite Siegel öffnete, hörte ich das zweite Lebewesen rufen: Komm! Da erschien ein anderes Pferd; das war feuerrot. Und der auf ihm saß, wurde ermächtigt, der Erde den Frieden zu nehmen, damit die Menschen sich gegenseitig abschlachteten. Und es wurde ihm ein großes Schwert gegeben. Als das Lamm das dritte Siegel öffnete, hörte ich das dritte Lebewesen rufen: Komm! Da sah ich und siehe, ein schwarzes Pferd; und der auf ihm saß, hielt in der Hand eine Waage. Inmitten der vier Lebewesen hörte ich etwas wie eine Stimme sagen: Ein Maß Weizen für einen Denar und drei Maß Gerste für einen Denar. Aber dem Öl und dem Wein füge keinen Schaden zu! Als das Lamm das vierte Siegel öffnete, hörte ich die Stimme des vierten Lebewesens rufen: Komm! Da sah ich und siehe, ein fahles Pferd; und der auf ihm saß, heißt ‚der Tod‘; und die Unterwelt zog hinter ihm her. Und ihnen wurde die Macht gegeben über ein Viertel der Erde, Macht, zu töten durch Schwert, Hunger und Tod und durch die Tiere der Erde. (Offb 6,1–8) “

Insgesamt werden die vier „Komm!“-Rufe, auf die hin die vier Reiter in Erscheinung treten, so gedeutet, dass diese im Einklang mit dem göttlichen Willen und unter Zulassung Gottes auftreten.

### Der erste Reiter

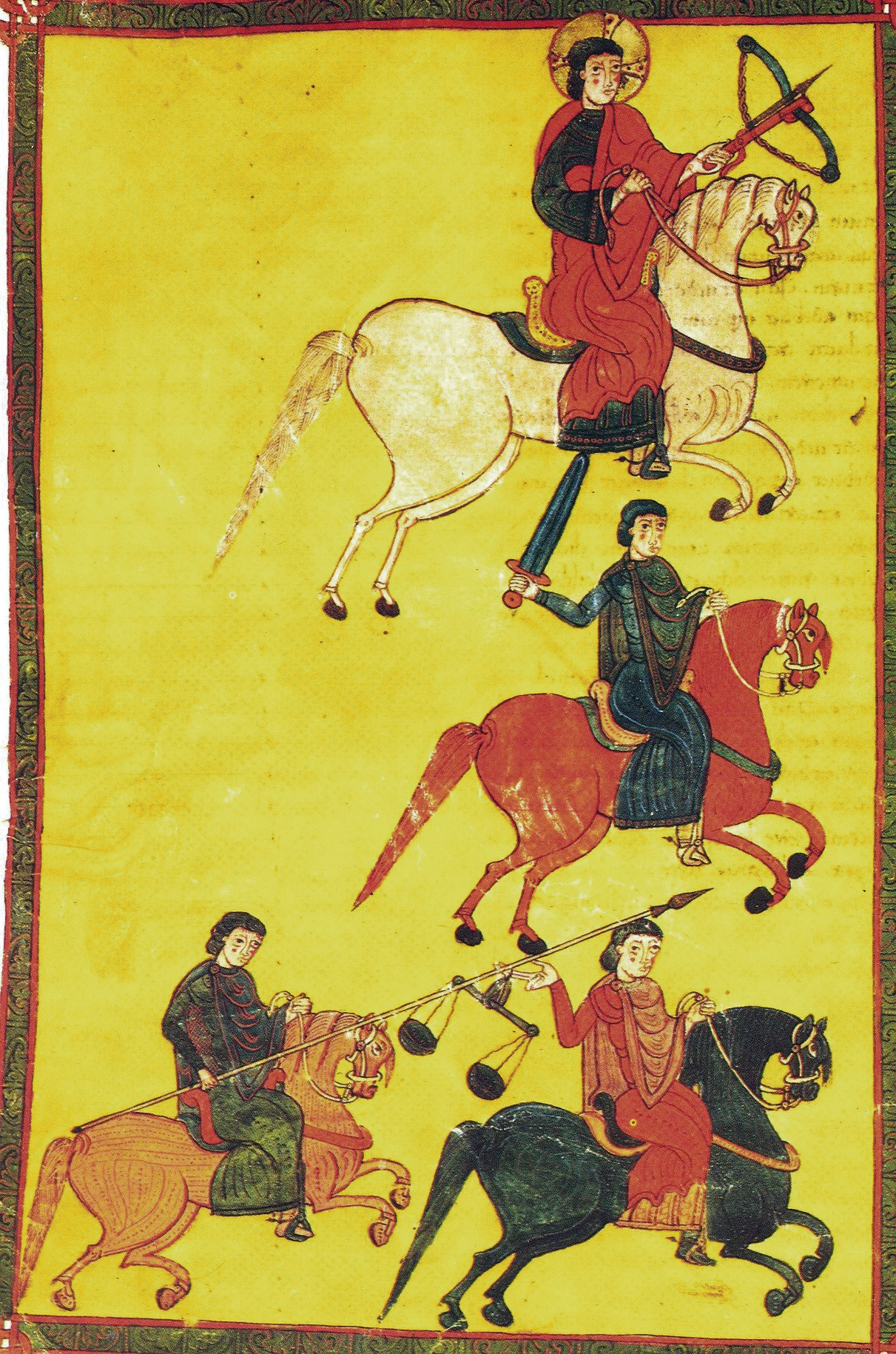
Die vier Reiter der Apokalypse (Beatus-von-Osma-Codex, 11. Jahrhundert)

Die weiße Farbe des ersten Pferdes (6,2) symbolisiert den Sieg, Reinheit und Gerechtigkeit; der Kranz des Reiters gilt als Siegeskranz. Der mitgeführte Kreuzbogen (Armbrust) ist die weitestreichende Waffe der Antike. Der Aufbruch des weißen Reiters zeigt einen Kriegsausbruch an, auf den in der Offenbarung mehrfach hingewiesen wird (Offb 12,7 ; Offb 16,14 ; Offb 19,11 ).

#### Auslegungsgeschichte
Altkirchliche Ausleger wie der Kirchenvater Irenäus haben den Reiter auf Christus selbst, oder wie Andreas von Caesarea auf die Verkündigung des Evangeliums gedeutet. Für diese Deutung wird der als Christus erkennbare Reiter in Offb 19,11–16  herangezogen.
Umgekehrt verstehen viele Ausleger den ersten Reiter in Analogie zu den anderen Reitern als Negativgestalt. Auch Martin Luther deutete, angeregt durch einen Holzschnitt Albrecht Dürers und beunruhigt durch die Belagerung Wiens durch die Türken, den ersten Reiter als „die erste Plage, die Verfolgung der Tyrannen“. Diese negative Deutung wird auch von der Mehrheit der wichtigen Exegeten des 19. und 20. Jahrhunderts geteilt.
Der erste Reiter lässt sich außerdem mit Kaiser Nero in Verbindung setzen, der nach seiner Rückkehr aus Olympia in zahlreichen Städten und schließlich auch in Rom auf einem weißen Pferd als bekränzter Sieger einmarschierte. Dies weckt Assoziationen zu einem Reiter auf einem weißen Pferd, der nur um des Siegens willen siegt.

### Der zweite Reiter
Die rote Farbe des zweiten Pferdes (Offb 6,4 ) symbolisiert das Blut und den Tod durch Kriege, und das vom Reiter geführte lange Schwert symbolisiert mächtige Kriegswaffen und Gewalt. Die Weissagung von Kriegen ist ein verbreitetes Motiv apokalyptischer Texte. Für eine zeitgeschichtliche Deutung auf einen bestimmten Krieg oder auf ein Weltreich bietet der Text keine Anhaltspunkte.

### Der dritte Reiter
Die schwarze Farbe des dritten Pferdes (Offb 6,5 ) symbolisiert Tod und Hunger. Sein Reiter trägt eine Waage als Symbol für Teuerung und Knappheit. Eine Stimme kündigt Inflation und Hunger an.

### Der vierte Reiter
Das vierte, fahle Pferd (Offb 6,8 ) bedeutet Furcht, Krankheit, Niedergang und Tod. Die Farbe wird im griechischen Original mit "chlōrós" angegeben (von altgriechisch χλωρός, Chlorophyll kommt daher), was als "fahl" übersetzt wird. Allerdings wäre das Grün eines kranken Menschen oder das verblichene Grün (Gegensatz zum lebendigen Grün) besser übersetzt. In zahlreichen Darstellungen der Kunstgeschichte wird das Pferd auch komplett in grün dargestellt.
Die Reihenfolge erfolgt gemäß der Angabe des Propheten Sacharja (Sach 1,8–10  bzw. Sach 6,1–8 ).

## Auslegung
Im Laufe der Geschichte wurden die Reiter immer wieder im Kontext von aktuellen Ereignissen interpretiert. Die Möglichkeit, die Texte immer wieder neu auf die konkrete Gegenwart zu beziehen, ist ein Teil der Hermeneutik der Johannesoffenbarung. Die historisch-kritische Wissenschaft versucht die Texte in ihrer ursprünglichen Bedeutung auf die Verhältnisse zur Zeit der Textentstehung zu beziehen, es gelang bisher jedoch nicht in jedem Fall eine schlüssige Erklärung zu geben.

## Auslegung der Reiter in der Popkultur
Entgegen dem Bibeltext tritt in der heutigen Popkultur oft ein weiterer Reiter mit dem Namen Pestilenz, Pest oder Krankheit in diversen Medien auf.
Dieser Reiter symbolisiert Krankheit und Seuche. Er ersetzt oft einen der anderen vier Reiter, damit die Anzahl der Reiter gewahrt bleibt. Auf diese Weise wird meistens der erste Reiter (der Sieg symbolisiert) ersetzt.

## Rezeption in Kunst, Psychologie, Literatur und Musik
Unter den apokalyptischen Motiven nehmen die Reiter gleich der Hure Babylon und dem Fall Jerichos eine hervorragende Stellung ein.

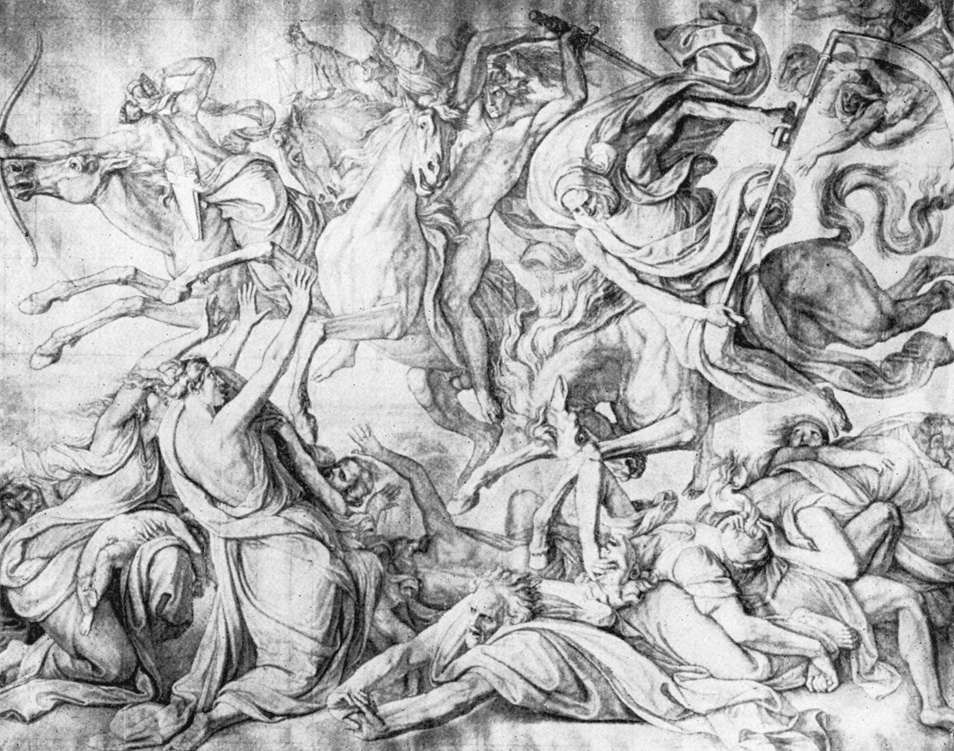
Die apokalyptischen Reiter (Gemälde von Peter von Cornelius)

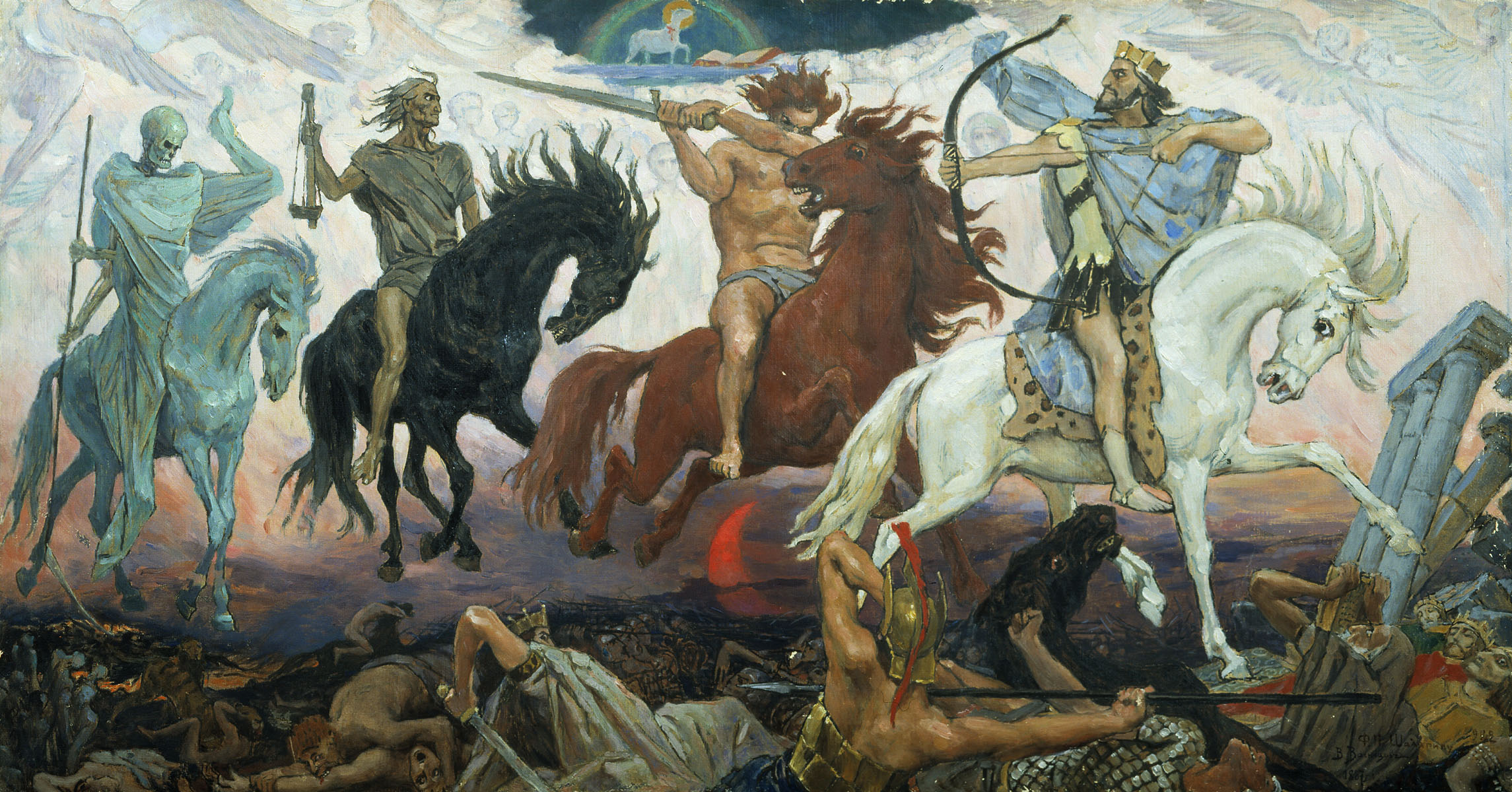
Die apokalyptischen Reiter (Gemälde von Wiktor Wasnezow)

- Der Wandteppich der Apokalypse in Angers (14. Jh.)
- Albrecht Dürer: Die vier apokalyptischen Reiter, Holzschnitt (1498)
- Peter von Cornelius: Die Apokalyptischen Reiter, Karton, (1841–1867)
- Wiktor Wasnezow: Die apokalyptischen Reiter (1887)
- Aphrodite’s Child: 666: The Four Horsemen (1972)
- Metallica: The Four Horsemen (1983)
- John Gottman: Die vier apokalyptischen Reiter in der Paarbeziehung
- Rotting Christ: The Four Horsemen (2016)
- 4 Horseman Talking: Richard Dawkins, Christopher Hitchens, Sam Harris, Daniel Dennet (2007)